# Limnephilus recultus
Limnephilus recultus là một loài Trichoptera hóa thạch trong họ Limnephilidae.